# 나나쓰카정
나나쓰카정(七塚町)은 이시카와현 가호쿠군에 있던 정이다.
가나자와시의 통근율은 26.9%(2000년 국세조사).
2004년 3월 1일에 동군의 우노키정·다카마츠정과 신설 합병하였고 시로 승격해 가호쿠시가 되었다.

## 역사
- 1889년 4월 1일 - 정촌제 시행과 함께 나나쓰카촌이 성립하였다. 당시 7명의 사무라이 무덤이 있었던 것이 마을 이름의 유래로 여겨진다
- 1940년 2월 11일 - 정으로 승격해 나나쓰카정이 되었다.
- 2004년 3월 1일 - 우노케정, 다카마쓰정 및 나나쓰카정이 합병해 가호쿠시가 되었다.

## 교통

### 도로
- 국도 159호선